# Vykoupení

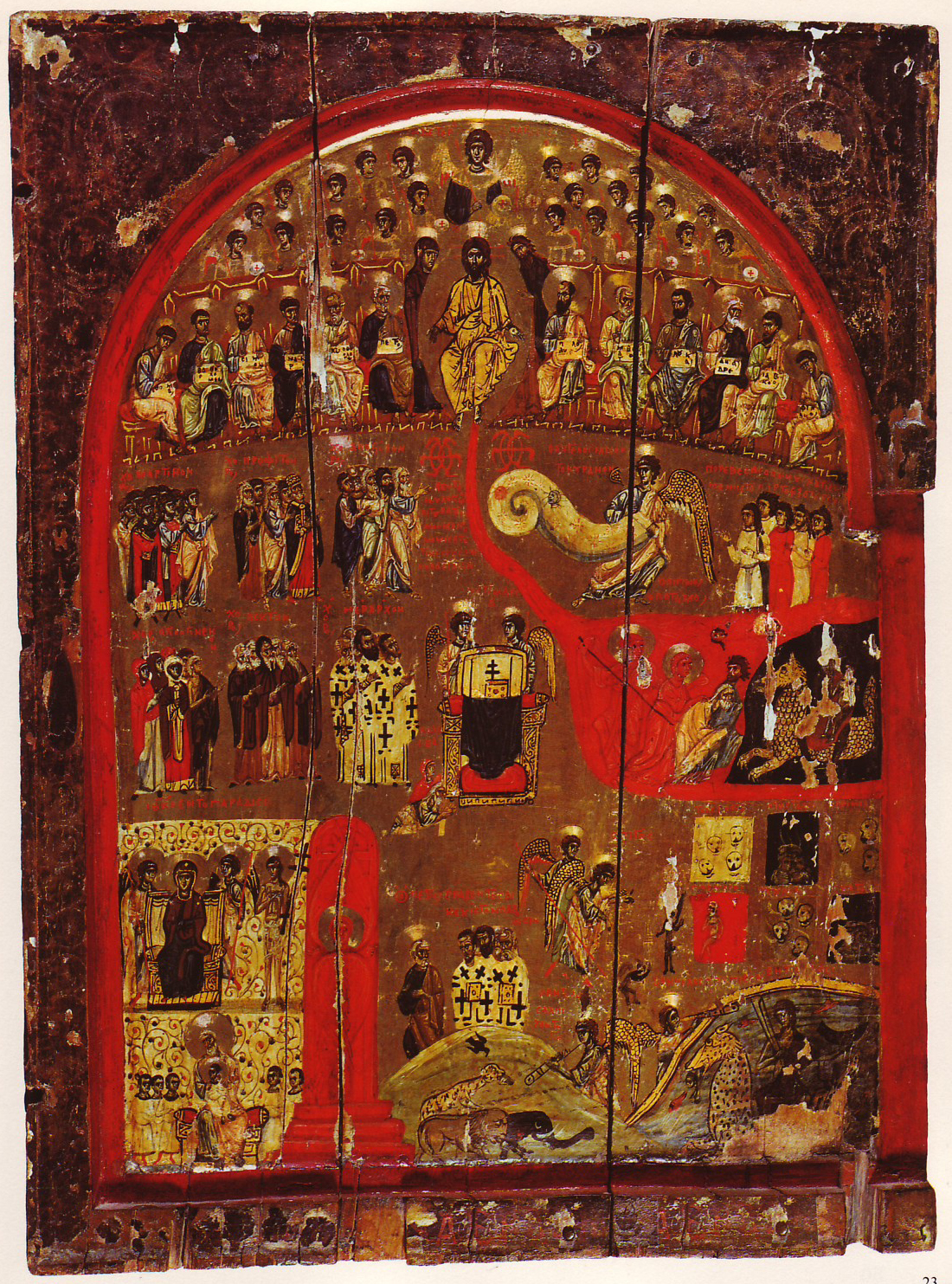
Poslední soud (Deskový oltář na Sinaji, 12. stol.)

Vykoupení je specificky křesťanské označení pro širší pojem spásy. V křesťanské teologii se oba pojmy významem kryjí, každý ale představuje jiné hledisko a užívá jinou metaforu: zatímco spása je odvozena od slova pro záchranu a vyskytuje se v řadě náboženství, vykoupení přirovnává spásu k vysvobození otroka nějakým výkupným.

## Vykoupení a výkupné
České slovo vykoupení – stejně jako řecké apolytrósis a latinské redemptio – přirovnává spásu k aktu, jímž se mohl otrok ve starověku stát svobodným: někdo za něho musel zaplatit výkupné (případně jen symbolické). V jistých dobách se kromě toho soudilo, že otrok je otrokem „od přírody“ a bytostně, a nemůže tedy patřit sám sobě; proto vykoupený otrok musel patřit nějakému božstvu nebo chrámu, fakticky ale mohl žít jako svobodný.

## Vykoupení v Novém zákoně
Metafora vykoupení (apolytrósis nebo lytrósis) a výkupného (lytron) se vyskytuje několikrát už v evangeliích (Mk 10,45; Mt 20,28; Lk 1,68; 2,38; 21,28; 24,21). Podstatně ji propracoval apoštol Pavel, hlavně v Listu Římanům: všichni lidé jsou „otroky hříchu“, počínaje prvním hříchem Adamovým (Gn 2); z tohoto otroctví se nemohou vysvobodit sami, a to ani plněním Mojžíšova zákona, nýbrž pouze svobodným darem čili milostí, kterou nabízí Ježíš Kristus. Jedinou podmínkou pro tuto milost je podle Pavla víra, která pak člověka ovšem vede i k jinému způsobu života – například ruší rozdíl mezi svobodným a otrokem.

## Křesťanská teologie
Evangelium čili „dobrá zpráva“ o spáse v Ježíši Kristu je vlastním jádrem křesťanské víry a učení a byla tedy také předmětem různých výkladů. Chápala se jako příslib království Božího, které už brzy přijde, jako příslib vzkříšení a jako konečné smíření člověka s Bohem. Pavlův náznak o tom, že všichni lidé jsou zatíženi dluhem z hříchu prvního člověka, a tedy potřebují být vykoupeni, dále rozvinul ve 4. století svatý Augustin do klasické nauky o dědičném hříchu: člověk není „zadlužen“ jen tím, že sám hřeší, ale i tím, že svoji hříšnost „zdědil“ – stejně jako svou smrtelnost. Smrt Ježíše Krista na kříži byla obětí, která jednou provždy zrušila tento dluh a člověk, který uvěří – tj. přijme jeho nabídku – je už i před Bohem svobodný. Proti představě raně křesťanských gnostiků, že spása spočívá v poznání skrytých souvislostí světa, tím zdůraznil, že spasení není vlastním výkonem člověka, nýbrž darem a milostí.
Proti praxi středověké církve, která kladla přílišný důraz na zbožná jednání (modlitba, půst, pouť, almužna atd.), význam vykoupení jako čistého daru milosti dále zdůraznili reformátoři v 16. století: člověk může být spasen (zachráněn) jen pokud uvěřil v Krista a tak se k jeho milosti přihlásil. Spor o přesný výklad vykoupení byl jedním z hlavních bodů sporu mezi Martinem Lutherem a římskou (katolickou) církví. V novověkém západním křesťanství se představa vykoupení prakticky zúžila na odpuštění hříchů a příslib vzkříšení nebo i jen posmrtného života na základě víry v Ježíše Krista. Východní křesťanství zachovalo širší představu vykoupení jako příslibu očekávaného Božího království, který však příliš podrobně nepromýšlelo.

## Současné křesťanství
Už od 16. století vznikaly o celé představě vykoupení různé pochybnosti a kritiky jeho výkladů. Od 19. století se zpochybnila představa vzkříšení a liberální teologie se snažila pojem vykoupení vykládat pouze jako symbol lidského osvobození, případně příslib lepší budoucnosti. Současné výklady vykoupení buďto obhajují tradiční výklad vykoupení obětí Ježíše Krista, anebo se snaží zachovat význam vykoupení jako vysvobození z různých pout, jež člověka svazují (například strachu z budoucnosti, zoufalství nad nenapravitelnou vinou), jako zahlazení „dluhu“ člověka za dar života a jako příslibu konečné záchrany, kterou si ovšem neumíme konkrétně představit a podle Hanse Künga představovat ani nemáme.